# Castello di Gorizia
Das Castello di Gorizia ist eine mittelalterliche Festung auf einem Hügel in der Stadt Gorizia in der italienischen Region Friaul-Julisch Venetien.

## Geschichte

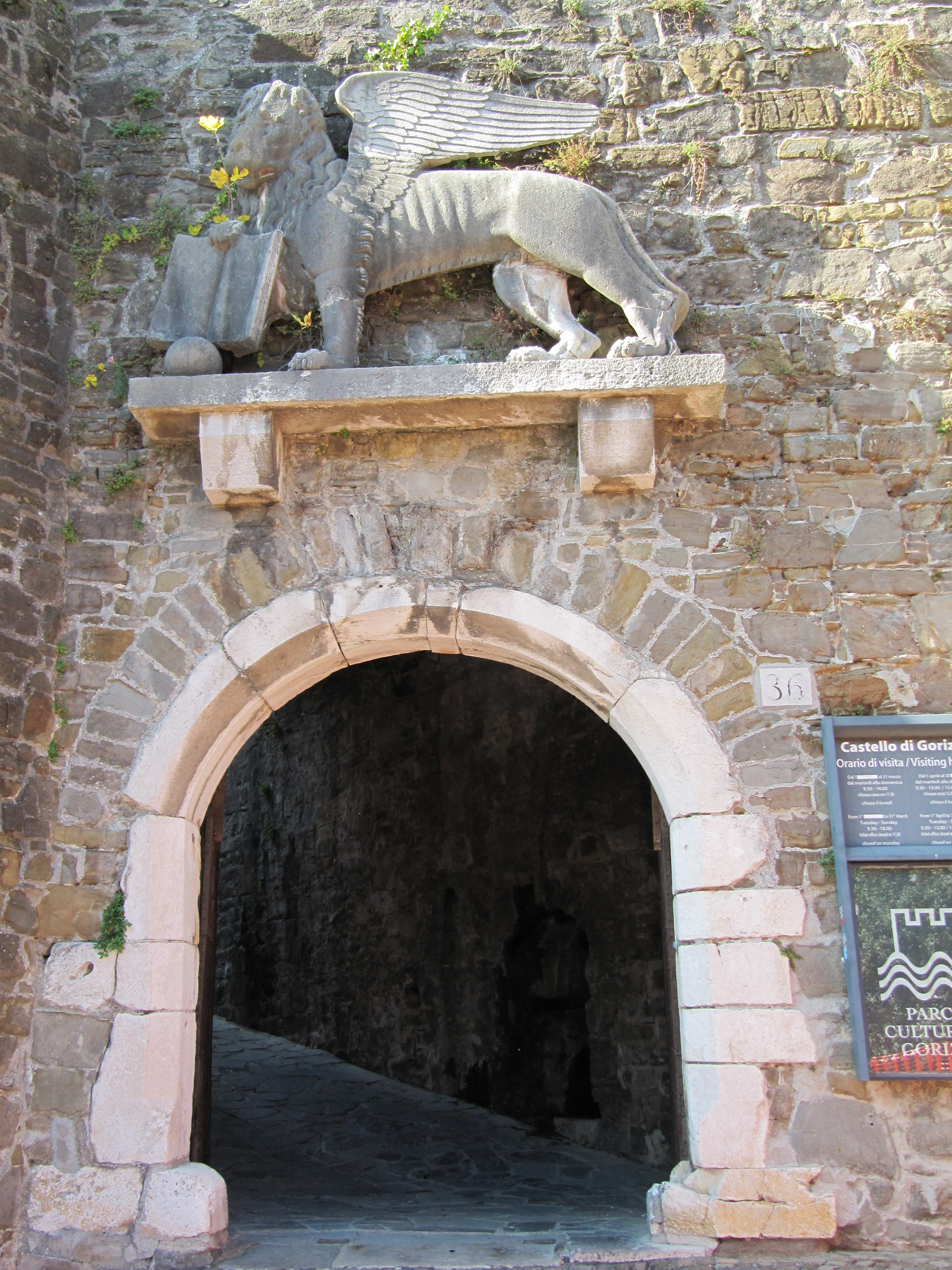
Eingang zur Festung

Der Bau des Castello di Gorizia ist auf das 11. Jahrhundert zu datieren, einem Jahr, in dem der Titel des Grafen von Görz zum ersten Mal erschien; ihn trug Heinrich IV. von Spanheim, was das Vorhandensein einer Festung an dieser Stelle voraussetzt.
Vermutlich gab es zunächst eine Reihe von Verteidigungseinrichtungen, wie einer Böschung, einem Burggraben und einer Palisade, bevor im 11. Jahrhundert ein Turm oder Bergfried aus Stein errichtet wurde, der im 13. Jahrhundert schließlich durch Anbau eines Herrenhauses und eines zweistöckigen Gebäudes erweitert wurde. In dieser Zeit gab es sicherlich eine Siedlung außerhalb der Palisaden, die ebenso durch eine Verteidigungsbarriere geschützt war und deren Häuser notwendigerweise aus Mauerziegeln gebaut werden mussten, eine Vorschrift, die den Einwohnern gemacht wurde, die mit der der Verteidigung der Burg im Angriffsfall verbunden war.
Die erste Abbildung der Burg stammt aus dem Jahre 1307 und war in das Siegel eingepresst, das der Stadt von Albrecht II. verliehen wurde, wenn auch die Darstellung sehr stilisiert war, aber die klar den Bergfried erkennen ließ. Es ist wahrscheinlich, dass um 1350 ähnlich ausgesehen haben muss wie Schloss Bruck in Lienz.
Nach dem Tod von Leonhard (Leonardo), dem letzten Grafen und Reichsfürsten von Görz im Jahre 1500, gingen Lehen und Burg von Gorizia durch die Vermittlung von Leonhards Administrator Virgil von Graben unter Mithilfe von dessen Sohn Lukas von Graben in Görz in das Eigentum von Kaiser Maximilian I. von Habsburg, Kaiser des Heiligen Römischen Reiches, über. Er verlor die Festung 1508, obwohl er die Verteidigungsanlage verstärken hatte lassen, und das Territorium fiel in die Hände der Republik Venedig, die die Nachfolge der Grafschaft beanspruchte.
Unter der Serenissima wurde die Festung letztmals verstärkt, um sie dem Krieg in der Renaissance anzupassen, der die Anwendung von Feuerwaffen einschloss; als Teil der zahlreichen Veränderungen wurde auch der Bergfried aus dem 11. Jahrhundert abgerissen, dennoch gelang es Venedig nur, das Gebiet 13 Monate lang, bis zum Juni 1509, zu halten.
Im 17. Jahrhundert diente die Burg als Gefängnis und Kaserne und verlor ihre mittelalterliche Anmutung. Im 18. Jahrhundert wurde sie letztmals mit Bastionen, Pulverkammern und Mauern erweitert; einige dieser Erweiterungsbauten wurden von dem Mathematiker und Astronom Edmond Halley geleitet.
Bei dem Bombardements im Ersten Weltkrieg wurde die Burg beschädigt und dann in den Jahren 1934–1937 unter der Leitung des Architekten Ferdinando Forlati mit Unterstützung durch die Genietruppe und die Soprintendenza delle Belle Arti aus Triest restauriert. Man beschloss, dass die Burg wieder ihr mittelalterliches Aussehen annehmen sollte und der weiße Anstrich, den das Gebäude in der Renaissance erhalten hatte, entfernt werden sollte.

## Beschreibung

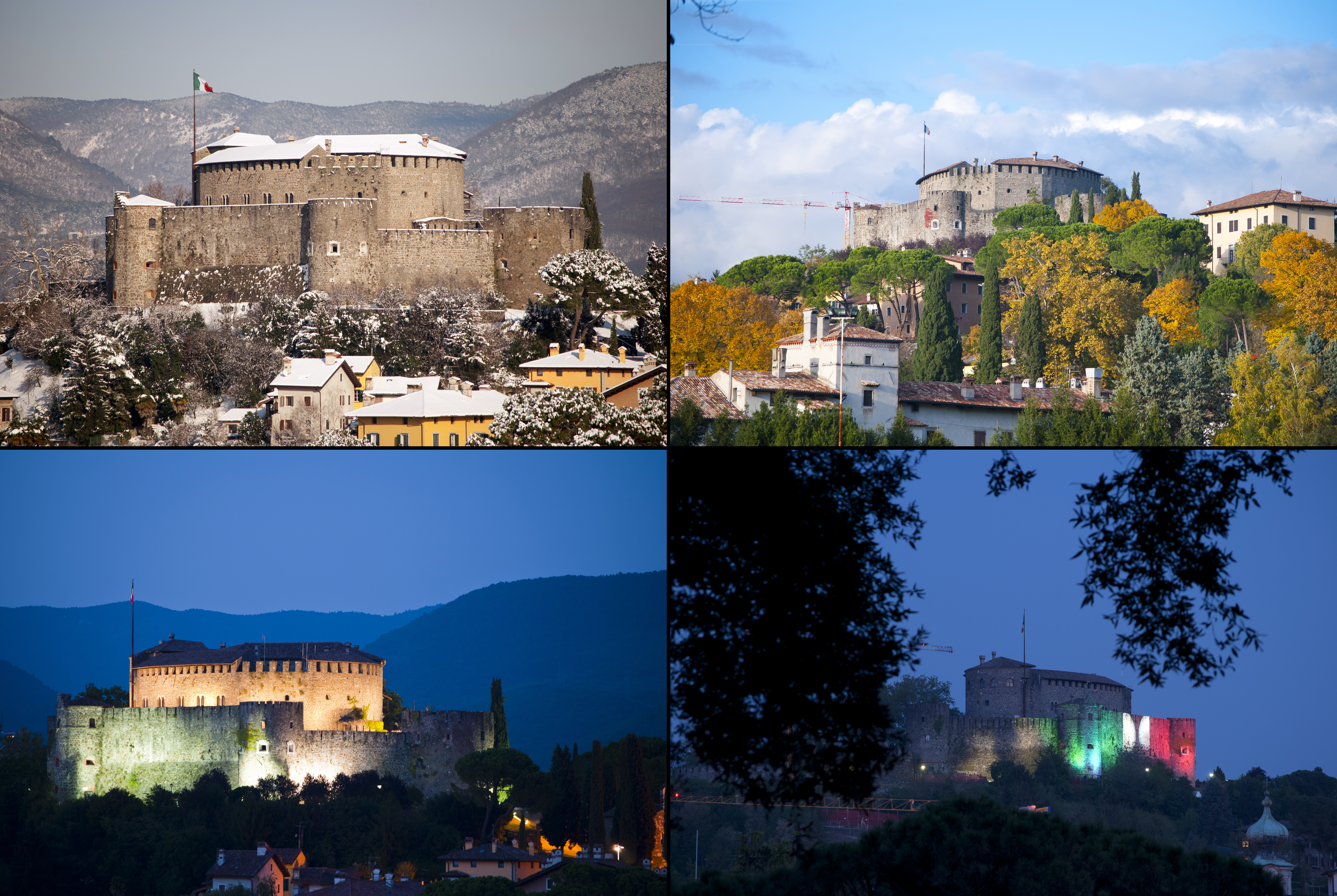
Ansichten der Festung

Die Burg beherbergt heute das Mittelaltermuseum von Gorizia, die Innenräume sind mit originalen Möbeln und Einrichtungen ausgestattet und es werden Reproduktionen weißer Waffen und Belagerungsmaschinen gezeigt. Im mittleren Hof kann man noch die Reste des alten Turms aus dem 11. Jahrhundert sehen. Über dem Eingang ist eine Statue angebracht, die den Markuslöwen darstellt, ein Symbol der Serenissima, die, obwohl es aus dem 16. Jahrhundert stammt, wegen der kurzen, venezianischen Herrschaft erst 1919 zu sehen war, als sie an ihrem heutigen Standort aufgestellt wurde. Auf dem Hügel um die Burg erstreckt sich ein öffentlicher Park.

## Veranstaltungen
Von 1981 bis 2006 fand der Premio Sergio Amidei hier statt, ein internationaler Wettbewerb für das beste Filmdrehbuch.